# Can Berlanga
Can Berlanga és una masia gòtica de Premià de Dalt (Maresme) protegida com a bé cultural d'interès local.

## Descripció
Edifici civil. Masia formada per una planta baixa i un pis, coberta per una teulada de dues vessants amb el carener perpendicular a la façana. A l'antiga masia se li han afegit, amb el pas dels anys, diverses construccions tant a la part posterior com a la banda dreta. No obstant això, s'ha conservat l'antiga estructura, en la que destaquen els elements principals de la façana com el portal rodó dovellat i, molt especialment, la finestra gòtica geminada, típica del segle xiv. Altres obertures han estat obertes posteriorment, i algunes d'elles, com les de la banda esquerra, han alterat la imatge inicial de la façana.